# Anders Norudde

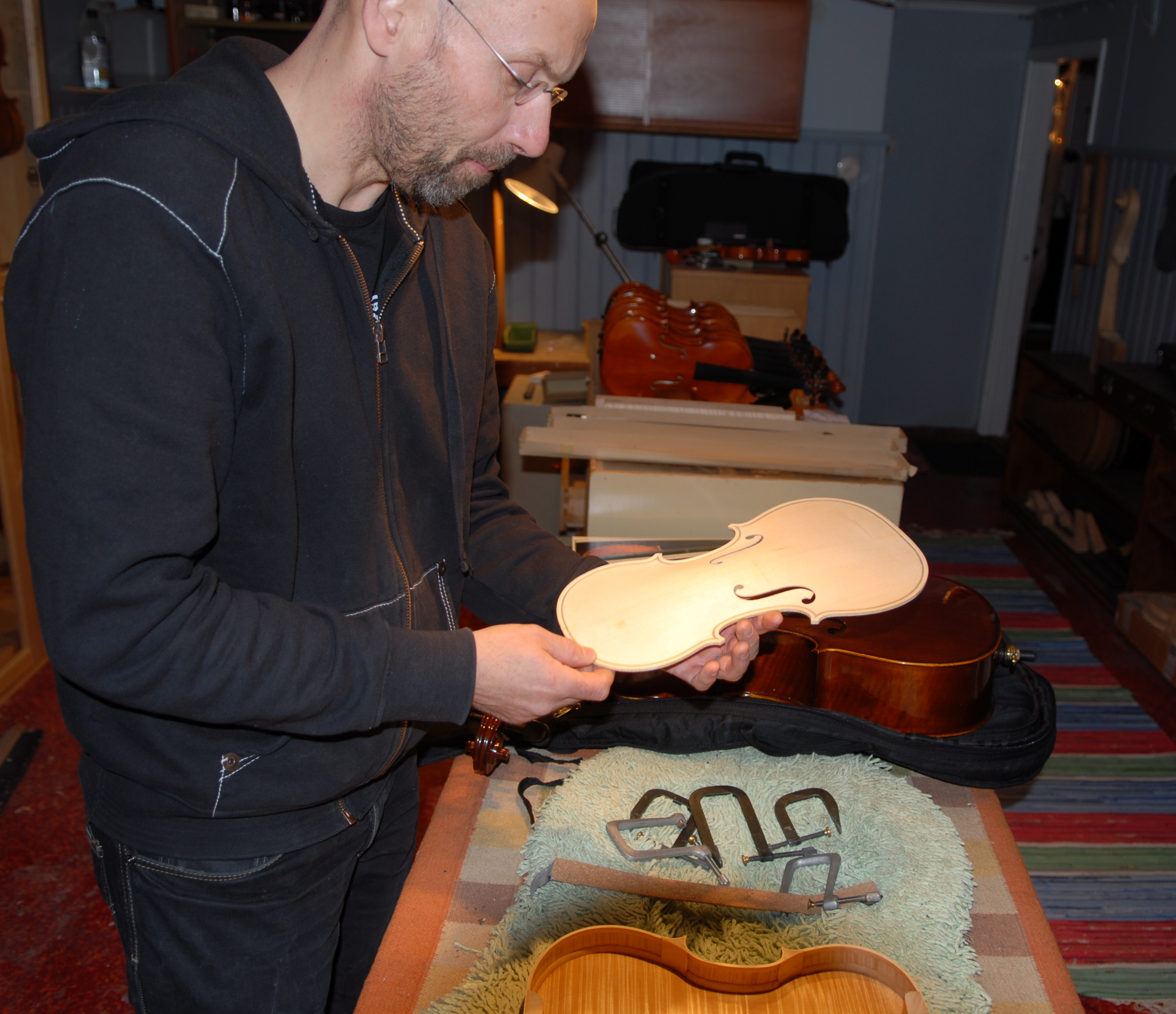
Anders Norudde beim Bau einer Violine

Anders Norudde (* 1960; Geburtsname Anders Stake) ist ein schwedischer Volksmusiker und Geigenbauer.
Nach dem Schulabschluss arbeitete er in dem Eisenwerk von Degerfors. In seiner Freizeit spielte er Rockmusik auf seiner Gitarre und übte sich im Orientierungslauf. Nachdem er im Radio die Gruppe Kebnekaise, die traditionelle schwedische Volksmusik spielt, gehört hatte, begann er, sich für diese Musikrichtung zu interessieren. Er lernte in einer vierjährigen Ausbildung in Leksand das Geigenbauen und ist Mitglied der „Schwedischen Geigenbauer nach italienischer Tradition“ (SVIT).
1987 gründete er zusammen mit dem Schlagzeuger Björn Tollin und dem Geigenbauer Hållbus Totte Mattsson die Gruppe Hedningarna.
Als er 1997 heiratete, nahmen er und seine Frau gemeinsam den neuen Namen Norudde an.
Er wohnt 2009 in Karlskoga mit seiner Frau und zwei Kindern.
Er spielt auch Nyckelharpa, Moraharpa (eine einfachere Variante der Nyckelharpa) sowie die Schwedische Sackpfeife (Säckpipa).

## Diskographie
- 1989: Hedningarna (mit Hedningarna)
- 1991: Kaksi (mit Hedningarna)
- 1993: Blå Bergens Borduner
- 1994: Trä (mit Hedningarna)
- 1994: Kruspolska: SASHA Mischungen
- 1997: Hippjokk (mit Hedningarna)
- 1999: Karelia Visum (mit Hedningarna)
- 2000: Kan Själv/selbst (Solo)
- 2003: 1989–2003 (mit Hedningarna)
- 2003: Med hull och hår (mit Leo Svensson und Göran Freddy Fredriksson)
- 2005: Böndernas underverk / Farmer’s Miracle (mit Lennart Gybrandt)
- 2012: „&“ (mit Hedningarna)